# Ad-Dawhah (municipalitate)

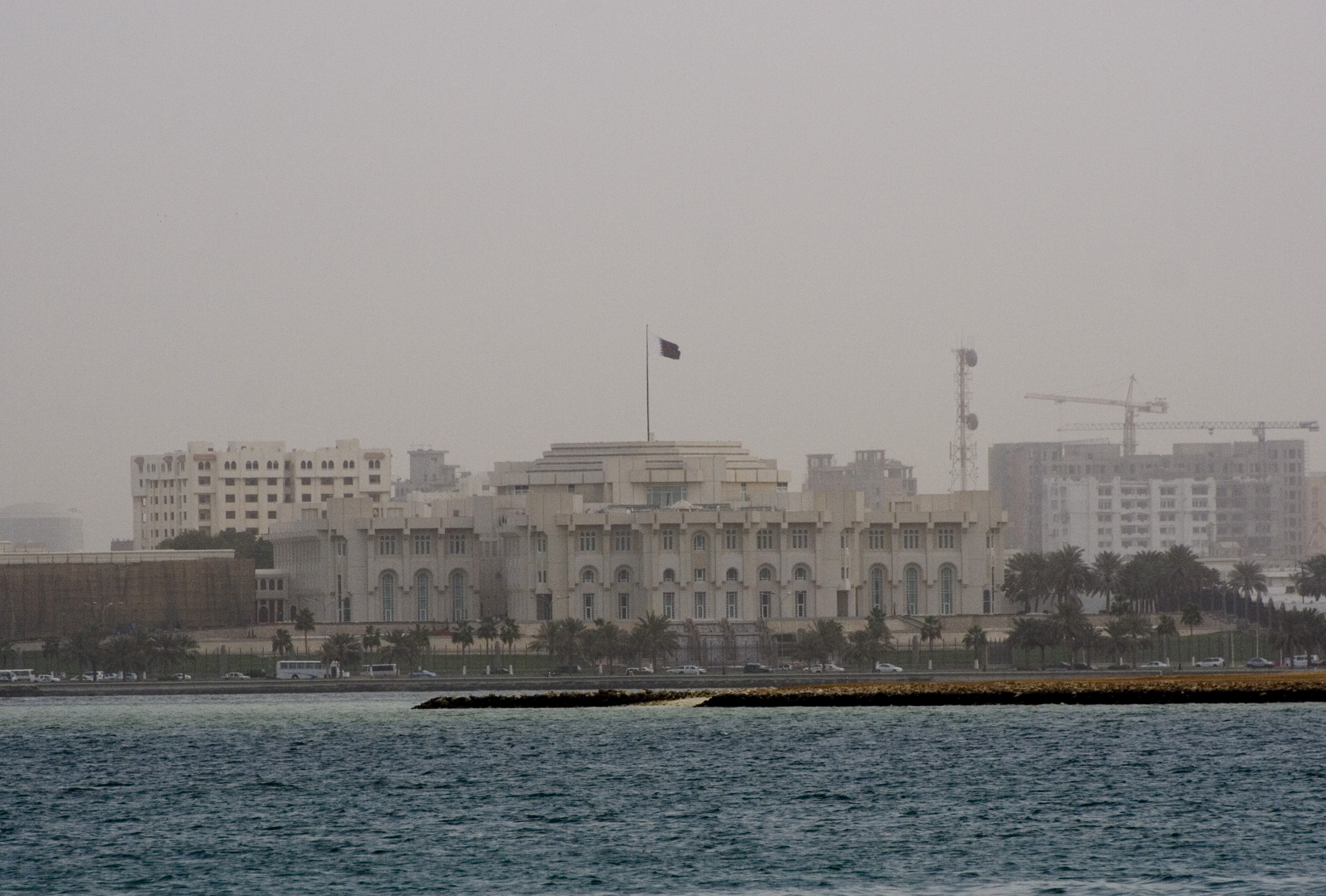
Amiri Diwan

Ad-Dawhah este una dintre cele opt municipalități din Qatar. Este cel mai populat municipiu cu o populație de 956.457, care locuiesc toți în capitala Qatarului, Doha.